# Henri Vuilleumier
Henri François Emanuel Vuilleumier (* 2. Januar 1841 in Basel; † 7. Juli 1925 in Lausanne) war ein Schweizer evangelischer Geistlicher und Hochschullehrer.

## Leben
Henri Vuilleumier war der Sohn des Pfarrers und Hochschullehrers Samson Vuilleumier (* 8. Dezember 1804 in Lausanne; † 22. März 1889 ebenda) und dessen Ehefrau Charlotte, Tochter des Erzdiakons Jean Linder.
Er war seit 1870 mit Louise, Tochter des Notars Alexandre Louis Benjamin Gaulis, verheiratet; gemeinsam hatten sie elf Kinder.
Er war heimatberechtigt in den Waadtländer Dörfern La Sagne, Tramelan und Allaman und wohnhaft in Lausanne.

## Werdegang

### Ausbildung
Nach dem Besuch des Gymnasiums (heute: Gymnasium am Münsterplatz) in Basel, immatrikulierte sich Henri Vuilleumier 1860 zu einem Theologiestudium an der Académie de Lausanne und setzte das Studium von 1864 bis 1866 an der Universität Göttingen sowie an der Universität Berlin fort; 1869 promovierte er mit seiner Dissertation La rédemption dans l’Ancien Testament ou comment s’opère, au point de vue de l’Ancien Testament, la réconciliation entre Dieu et l’homme zum Dr. theol. an der Académie de Lausanne.

### Berufliches und schriftstellerisches Wirken
Nach seiner Ordination 1866 war er von 1867 bis 1868 als Pfarrer in L’Etivaz und von 1869 bis 1904 als Hebräischlehrer am Gymnasium in Lausanne tätig.
1868 wurde er als stellvertretender Professor für Exegese des Alten Testaments und der hebräischen Sprache an die Akademie und später Universität Lausanne berufen und war bis 1869 in diesem Lehramt tätig; von 1875 und 1900 lehrte er auch Exegese des Neuen Testaments. 1869 erfolgte seine Ernennung zum ordentlichen Professor für Exegese des Alten Testaments. Er übte diese Professur 109 Semester lang bis 1923 aus; in dieser Zeit war er mehrmals Dekan der Theologischen Fakultät und von 1877 bis 1879 Rektor der Akademie. Von 1907 bis 1921 lehrte er dazu die Kirchengeschichte des Kantons Waadt.
Henri Vuilleumier war von 1881 bis 1894 Mitglied der Synodalkommission, deren Vorsitz er von 1887 bis 1890 und 1893 bis 1894 innehatte.
Im Juli 1912 löste er Eugène Dandiran als Vizepräsident der Weihekommission ab, der er seit fast fünfzig Jahren angehörte. Er war auch Präsident der Sociéte Biblique du Canton de Vaud und Vorsitzender des Komitees für die Vierhundertjahrfeier von Pierre Viret. Er spielte eine aktive Rolle in der Société des Protestants disséminés, Sektion Waadt, in der Société de théologie, deren Vorsitz er mehrmals innehatte, und in der Société d’Histoire de la Suisse romande. Er war dazu Waadtländer Delegierter in der Schweizerischen Reformierten Landeskirchenkonferenz.
Henri Vuilleumier war 1891 der Verfasser von L’académie de Lausanne 1537–1890 und der vierbändigen Histoire de l’Église réformée du Pays de Vaud sous le régime bernois, die nach seinem Tod von 1927 bis 1933 erschien. Er gab, gemeinsam mit Philippe Bridel (1852–1936) bis 1918, die Revue de théologie et de philosophie, deren zweiter Direktor er von 1879 bis 1911 war, heraus.
Dazu war er Mitarbeiter zahlreicher Zeitschriften, insbesondere der Gazette de Lausanne, aber auch der France protestante, Revue historique vaudoise, Real-Encyklopaedie für Protestantische Theologie und Kirche, Bibliographie nationale suisse, Deux Patries, des Journal evangélime, Évangile et Liberté, Semeur vaudois und weiterer.
Nach seinem Tod übergaben seine Erben 1926 den grössten Teil der Bibliothek von Henri Vuilleumier, die über 800 Bände umfasste, der Kantonsbibliothek Lausanne.

## Ehrungen und Auszeichnungen
1891 ernannte die Universität Bern Henri Vuilleumier zum Dr. h. c.

## Mitgliedschaften
- Henri Vuilleumier war Mitglied der Studentenvereinigung Schweizerischer Zofingerverein, deren Präsident er von 1858 bis 1860 war.[12]
- Er war 1898 Zentralpräsident des Schweizerischen Reformierten Pfarrvereins, Sektion Waadt.[13][14]

## Schriften (Auswahl)
- Étude sur le monothéisme des Hébreux: son caractère, ses origines. Georges Bridel, Lausanne 1864.
- La rédemption dans l’Ancien Testament ou comment s’opère, au point de vue de l’Ancien Testament, la réconciliation entre Dieu et l’homme. Genton et Dutoit, Lausanne 1869.
- L’église du Pays de Vaud aux temps de la réformation: Essai d’un abrégé chronologique. Georges Bridel, Lausanne 1902.
- Les Étapes de la révélation en Israel. Foyer Solidariste, Saint-Blaise 1908.
- Bibliographie der Evangelisch-Reformierten Kirche in der Schweiz. Französische Schweiz im Allgemeinen, Bernischer Jura, Neuenburg und Waadt. Bern 1911.
- Notre Pierre Viret. Payot, Lausanne 1912.
- Histoire de l’Église réformée du Pays de Vaud sous le régime bernois. 1927–1933.